# Katav-Ivanovsk
Katav-Ivanovsk (rusky Катав-Ивановск) je město v Čeljabinské oblasti v Ruské federaci. Při sčítání lidu v roce 2010 měl přes sedmnáct tisíc obyvatel.

## Poloha a doprava
Katav-Ivanovsk leží v západním předhůří Jižního Uralu na Katavu, levém přítoku Jurjazaně v povodí Kamy. Od Čeljabinsku, správního střediska oblasti, je vzdálen přibližně 320 kilometrů jihozápadně.
Ve městě končí 37 kilometrů dlouhá místní železniční trať, která prochází přes Jurjuzaň nacházející se na severovýchod a o kus dále se ve stanici Vlasovaja připojuje na na jižní větvev Transsibiřské magistrály, tedy na železniční trať z Moskvy přes Samaru a Čeljabinsk do Omsku.

## Dějiny
Katav-Ivanovsk vznikl v roce 1755 v souvislosti s výstavbou železárny. Od roku 1939 je městem.

### Osobnosti
- Alexandr Alexandrovič Kravčenko (* 19. května 1973), běžec na lyžích